# Gero Pestalozzi
Gero Pestalozzi (São Paulo, 30 de janeiro de 1973) é um ator e fotógrafo brasileiro. Antes de iniciar a carreira de ator, foi modelo profissional.

## Vida pessoal
Neto de suíço, por parte de pai, e com mãe cearense, o ator foi criado em São Paulo, tendo sido durante oito anos casado com a cantora Vanessa da Mata, de quem se separou em 2012 e com quem adotou três filhos.

## Filmografia

### Televisão
| Ano     | Título                   | Personagem       | Notas       |
| ------- | ------------------------ | ---------------- | ----------- |
| 1999    | Sandy & Junior           | Professor Marcão |             |
| 2002    | O Quinto dos Infernos    | Nolasco          |             |
| 2002    | Pequena Travessa         | Renato           |             |
| 2003    | Kubanacan                | Ramon            |             |
| 2005    | Essas Mulheres           | Márcio           |             |
| 2006-07 | Pé na Jaca               | Deodato          |             |
| 2007    | Sítio do Picapau Amarelo | Frank Einstein   | Temporada 7 |
| 2008    | Guerra e Paz             | Leo              |             |
| 2009    | Poder Paralelo           | Osmar de Nazaré  |             |
| 2011    | Insensato Coração        | Fabiano Delamare |             |
| 2013    | Pecado Mortal            | Bernardo         |             |
| 2015    | Babilônia                | Dr. Júlio        |             |
| 2016    | Cumplices de um Resgate  | Jaime            |             |